# USS Tennessee (BB-43)
La USS Tennessee (hull classification symbol BB-43) è stata una corazzata appartenente alla US Navy e terza unità a portare questo nome. Entrò in servizio nel giugno 1920. Entrò nella Flotta di base nel Pacifico.

## Servizio

### Primi anni
Passarono gli anni 1920 e 1930 eseguendo molteplici esercitazioni. Nel 1932 eseguì anche un'esercitazione con un dirigibile.

### Pearl Harbor

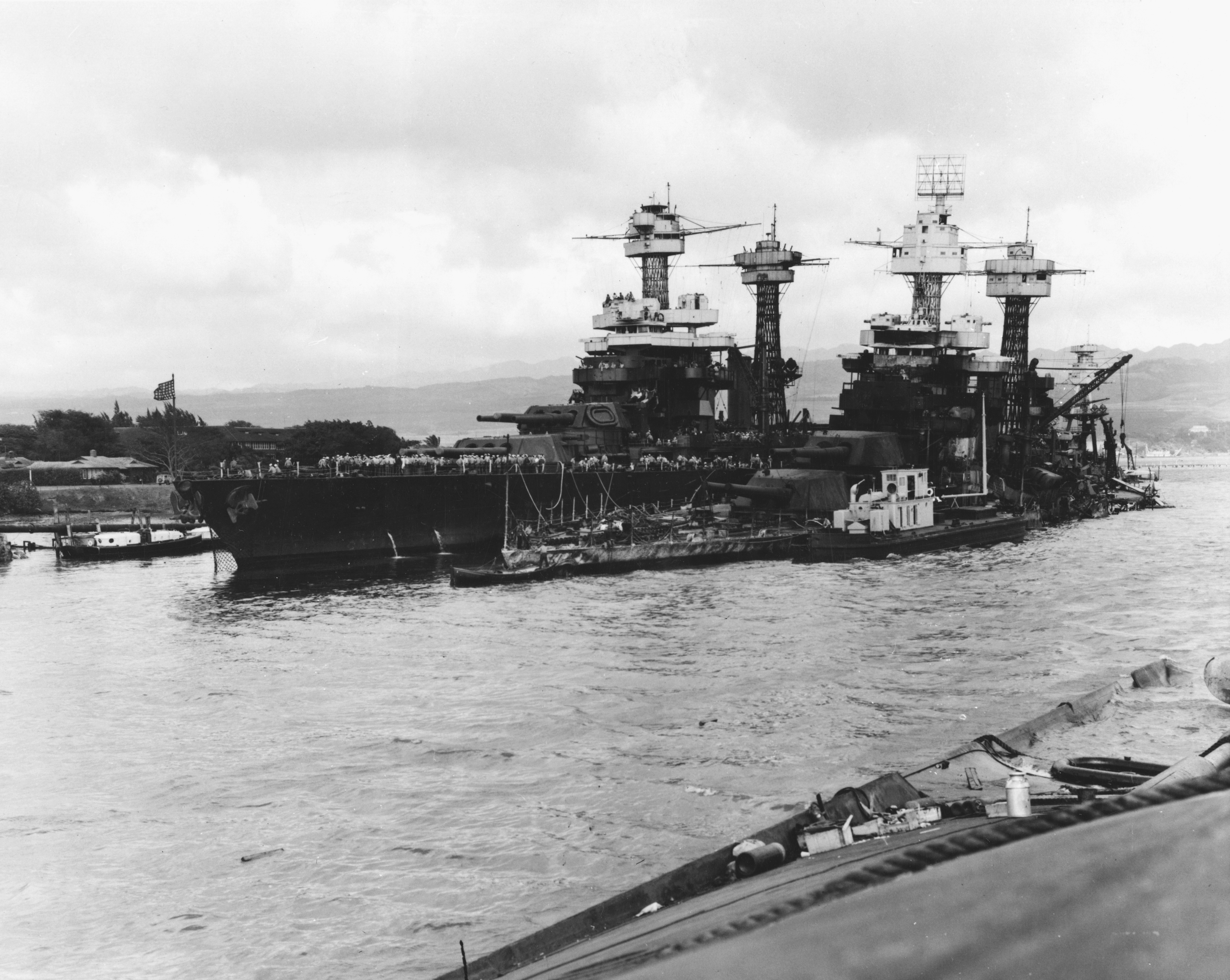
Tennessee (sinistra) dopo l'attacco; la al suo fianco.

Il 7 dicembre 1941 la Tennessee era ancorata dietro alla West Virginia quando si scatenò l'attacco giapponese; la nave fu colpita da due bombe perforanti, ma l'altra corazzata la schermò dai siluri. la nave restò immobilizzata per dieci giorni al molo prima di poter uscire. Ai cantieri navali dello stretto di Puget (Washington) fu sottoposta a una ricostruzione generale e profonda: come alla sua gemella USS California, furono migliorate la protezione, la stabilità in navigazione, incrementate le difese antiaeree e perfezionati i sistemi di controllo del tiro. Questi imponenti lavori durarono fino al 26 febbraio 1942.

### In azione

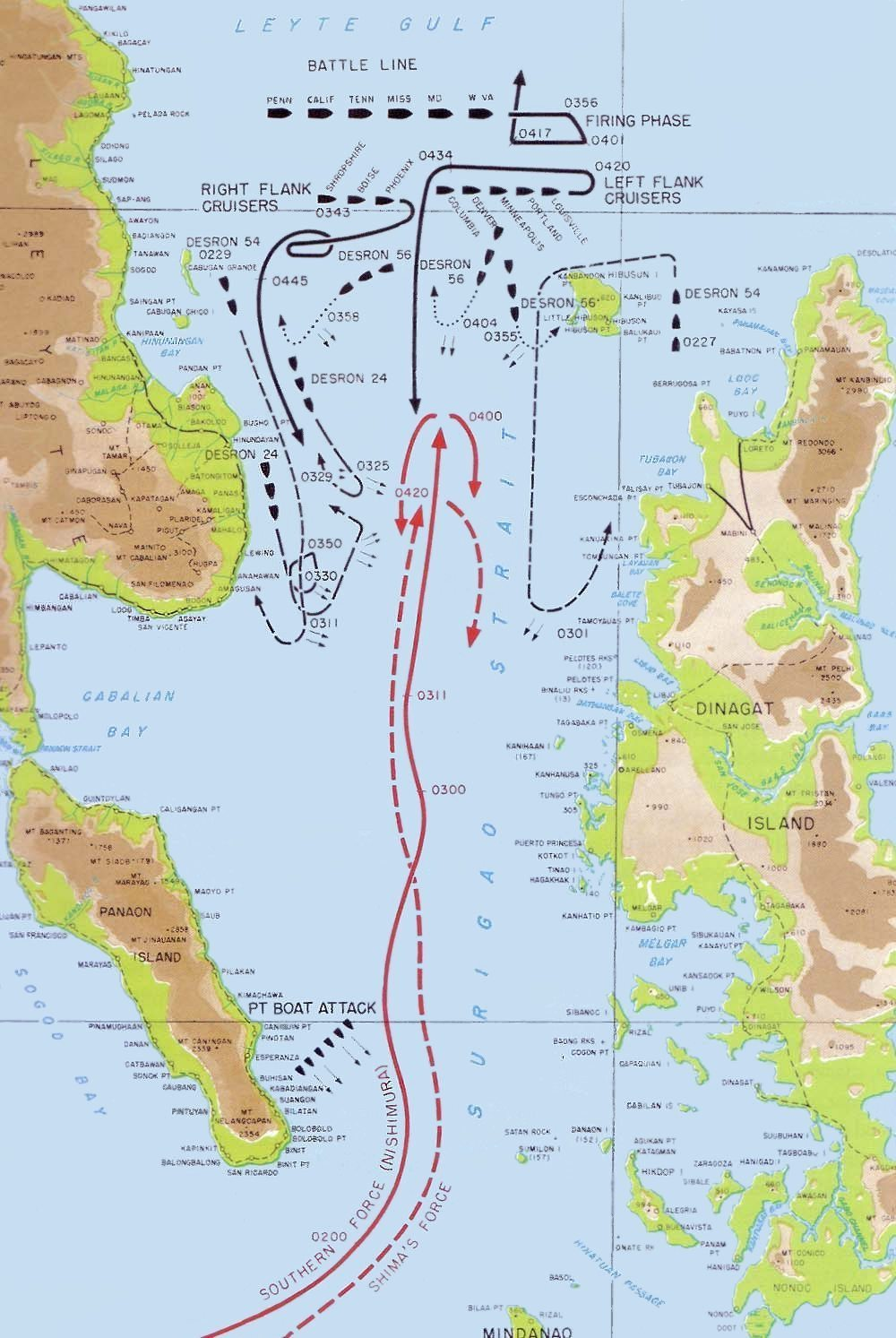
La battaglia dello Stretto di Surigao.

Durante la battaglia del Golfo di Leyte la nave partecipò all'azione dello Stretto di Surigao. La "Forza Meridionale" di Nishimura consisteva delle corazzate Yamashiro e Fusō, dall'incrociatore pesante Mogami, e da quattro cacciatorpediniere. A causa del rigido silenzio radio imposto alle forze Centrale e Meridionale, Nishimura non fu in grado di sincronizzare i suoi movimenti con quelli di Shima e Kurita, i comandanti delle altre due squadre d'attacco. Quando entrò nello Stretto di Surigao attorno alle 02:00 Shima era 40 km più indietro, e Kurita si trovava ancora nel Mare di Sibuyan, a diverse ore dalle spiagge di Leyte.
Mentre la Forza Meridionale si avvicinava allo Stretto di Surigao, si imbatté in una trappola mortale tesa dalla forza di supporto della Settima Flotta. Il contrammiraglio Jesse Oldendorf disponeva di sei corazzate (West Virginia, Maryland, Mississippi, Tennessee, California, e Pennsylvania, tutte eccetto la Mississippi erano state affondate o danneggiate nell'attacco di Pearl Harbor e poi riparate), otto incrociatori (gli incrociatori pesanti Louisville (nave ammiraglia), Portland, Minneapolis e HMAS Shropshire, gli incrociatori leggeri Denver, Columbia, Phoenix, Boise), 28 cacciatorpediniere e 39 motosiluranti (PT boat). Per passare attraverso lo stretto e raggiungere il convoglio di invasione, Nishimura avrebbe dovuto superare l'ostacolo posto dai siluri delle PT boat, coadiuvate da una grossa flottiglia di cacciatorpediniere e quindi avanzare sotto il fuoco concentrato delle sei corazzate e degli otto incrociatori che le affiancavano, disposte lungo l'estremità più lontana dello Stretto.
Le navi di Nishimura furono danneggiate e scompaginate da continui attacchi di motosiluranti e cacciatorpediniere; la squadra arrivò pertanto in totale stato di disarticolazione, e priva di due cacciatorpediniere, alla portata dei pezzi delle navi da battaglia statunitensi. Alle 03:16 i radar della USS West Virginia individuarono le navi sopravvissute della forza di Nishimura una distanza di 38 km, e ottennero una soluzione di tiro a 27 km. La West Virginia le tenne d'occhio mentre avanzavano nel buio più fondo. Alle 03:53 sparò con gli otto cannoni da 406 mm delle sue batterie principali a una distanza di 21 km, colpendo la Yamashiro con la sua prima salva. Proseguì quindi sparando in totale 93 proiettili. Alle 03:55 si unirono la California e la Tennessee, che spararono un totale di 69 e 63 proiettili da 355 mm. Il sistema di tiro controllato dal radar permise a queste navi statunitensi di colpire bersagli a una distanza tale da tenersi fuori dalla portata delle navi giapponesi, con i loro sistemi di controllo del tiro meno avanzati.
La Yamashiro e il Mogami vennero danneggiate da una combinazione di proiettili perforanti da 16 pollici (406 mm) e da 14 pollici (356 mm), oltre che dal fuoco degli incrociatori di fiancheggiamento di Oldendorf. Il cacciatorpediniere Shigure, l'ultimo rimasto dei quattro appartenenti all'unità di Nishimura, virò e si diede alla fuga ma perse il timone e si fermò. La Yamashiro affondò attorno alle 04:20, con Nishimura a bordo. Il Mogami e lo Shigure si ritirarono verso sud attraverso lo stretto.